# Nectocaris
Nectocarididae, Nectocaris pteryx
Famille
Genre
Espèce
Nectocaris est un genre fossile de céphalopodes dont le premier fossile fut trouvé dans les schistes de Burgess près de Field, en Colombie-Britannique. Son âge est Cambrien moyen, c'est-à-dire il date d'environ 505 Ma (millions d'années).

## Description
L'animal a été décrit par Simon Conway Morris en 1976. La tête a deux yeux, une ou deux paires d'appendices et une carapace ou un bouclier ovale à l'arrière. Pendant longtemps, on n'en a connu qu'un seul spécimen consistant en une quarantaine de segments, chacun portant trois courtes épines sur le dessus et le dessous de l'animal. 
Il était supposé qu'il s'agissait d'un hémichordé, un chordé, probablement un arthropode, moins probablement un crustacé, ou fort probablement autre chose. Le spécimen fut considéré comme étant un nageur libre qui a accidentellement été pris dans un courant de turbidité qui l'a emprisonné sous les couches de silts qui l'ont préservé. Le corps ne semble présenter aucune partie solide, et la paire de courts et droits appendices frontaux ne semblent pas soudés. Cet étrange mélange de caractéristiques des arthropodes et des vertébrés a généré un immense intérêt.
Mais en 2010, une publication de Nature, basée sur de nouveaux spécimens issus des schistes de Burgess affirme qu’il s’agit en fait d’un céphalopode primitif,.

## Étymologie
Nectocaris vient de la racine grecque nekto, « nager » et du latin caris, « crevette » (le fossile ayant originellement été interprété comme étant celui d'un arthropode), se traduisant donc littéralement par « crevette nageuse ». Le nom d'espèce est originaire du grec pteryx signifiant « aile », « plume » ou encore « appendice », faisant référence aux nageoires ou ailettes latérales de l'animal.

## Systématique
En 2020, une nouvelle espèce de Nectocarididae, Nectocotis rusmith est décrite possédant une structure rappelant un phragmocône non minéralisé, soutenant l'hypothèse d'une relation de parenté entre les Nectocarididae et les céphalopodes.